# 田川博己
田川 博己（たがわ ひろみ、1948年1月2日 - ）は、日本の経営者。JTB社長、会長を務めた。東京都出身。

## 経歴・人物
1966年に獨協高等学校、1971年に慶應義塾大学商学部を卒業し、同年に日本交通公社(のちのJTB)に入社した。2000年に取締役に就任し、2002年に常務、2005年に専務を経て、2008年6月に社長に就任。2014年6月に会長に就任。2020年6月から取締役相談役を務めた。

## 栄典
- 2021年4月 旭日中綬章受章[5]

## テレビ出演
- 日経スペシャル カンブリア宮殿 「新しい旅を切り開け！巨人JTBの挑戦」（2008年11月17日、テレビ東京）- JTB 代表取締役社長として出演[6]。

## 書籍

### 著書
- 『観光先進国をめざして 日本のツーリズム産業の果たすべき役割』（2018年3月1日、中央経済社）ISBN 9784502252518